# Fantastici Quattro nei film

Logo dei Fantastici Quattro

I film sui Fantastici Quattro, personaggi dei fumetti Marvel Comics, iniziano con una pellicola live action (mai distribuita) del 1994. Una serie cinematografica successiva consta invece di due adattamenti (2005 e 2007), prodotti da 20th Century Fox. La prima pellicola s'incentra sulle origini del supergruppo e la loro battaglia al Dottor Destino, la seconda pellicola vede la partecipazione di Silver Surfer. Nel 2015 esce il terzo film che è un riavvio cinematografico della precedente saga. Nel marzo 2019 la Disney ha acquistato la 20th Century Fox, così facendo i diritti sui Fantastici Quattro ritornano ai Marvel Studios che durante un'intervista hanno annunciato che li introdurranno nel Marvel Cinematic Universe.

## Sviluppo

### Il primo live action
La prima pellicola dedicata al supergruppo della Marvel è stato The Fantastic Four del 1994. Diretto da Oley Sassone, il film s'incentra sulle origini dei Fantastici Quattro e i loro nemici, il Dottor Destino ed il Gioielliere (un villain creato ad hoc per il film). La pellicola non fu mai distribuita né nelle sale cinematografiche né in home video ma fu una semplice ashcan copy ovvero un artefatto realizzato esclusivamente per mantenere i diritti legali. Come ha in seguito confermato il regista, per conservare i diritti doveva essere prodotto qualcosa che somigliasse a un film; per farlo, lo studio ingannò tutti quanti (compresi gli attori stessi), annunciando che il film sarebbe stato effettivamente distribuito.

### I film di Tim Story
Nel 2005 il regista Tim Story dirige I Fantastici 4, film ad alto budget sui personaggi della Marvel Comics. Questo primo film narra le origini del quartetto che diverrà I Fantastici Quattro: Mister Fantastic (interpretato da Ioan Gruffudd), la Donna Invisibile (interpretata da Jessica Alba), la Torcia Umana (interpretato da Chris Evans) e La Cosa (interpretato da Michael Chiklis). Nel film compaiono anche il Dottor Destino (interpretato da Julian McMahon) e Alicia Masters (interpretata da Kerry Washington).
Nel 2007 Story torna dietro la telecamera per dirigere I Fantastici 4 e Silver Surfer, che riprende gli eventi del primo film. Il cast è pressoché invariato e si aggiungono Andre Braugher nel ruolo del generale Hager e Beau Garrett nei panni di Frankie Raye. In questo nuovo episodio il quartetto deve fronteggiare Silver Surfer (interpretato da Doug Jones) e il divoratore di mondi Galactus.
Il successo ottenuto dal personaggio di Silver Surfer convinse la Twentieth Century Fox a mettere in cantiere uno spin-off sul personaggio con la sceneggiatura di J. Michael Straczynski. Il progetto fu successivamente accantonato.
Ancora prima dell'uscita de I Fantastici 4 e Silver Surfer erano già in corso i preparativi di produzione per il terzo episodio. Nel terzo episodio, sempre diretto da Tim Story, si sarebbe approfondito il legame tra La Cosa e Alicia Masters, sarebbe ritornato il personaggio di Frankie Raye e avrebbe fatta la sua comparsa il personaggio di Franklin Richards. Tra i nuovi antagonisti da inserire si parlò degli Inumani, degli Skrull e del Burattinaio, citando inoltre la possibilità di iniziare a parlare della zona negativa. Il ritorno di Galactus e Dottor Destino era ancora in dubbio, nonostante Julian McMahon fosse in contratto anche per un terzo film.
La scrittura di una sceneggiatura, però, non fu mai commissionata in seguito agli incassi inferiori rispetto al primo film. In seguito a ciò, anche diverse persone legate direttamente al film, come Chris Evans, presero ufficialmente le distanze da esso, tanto da definirlo come "un libro chiuso".

### Il reboot di Josh Trank

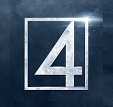
Logo dei Fantastici Quattro nel film del 2015

Nell'agosto 2009 la 20th Century Fox annunciò di voler realizzare un reboot della saga. Nel luglio 2012 Josh Trank venne assunto come regista. Nel febbraio 2013 Matthew Vaughn venne annunciato come produttore, e nell'ottobre dello stesso anno Simon Kinberg venne chiamato per co-produrre e co-sceneggiare la pellicola. Il cast vide Miles Teller, Kate Mara, Michael B. Jordan, Jamie Bell e Toby Kebbell interpretare rispettivamente Mister Fantastic, la Donna Invisibile, la Torcia Umana, la Cosa e il Dottor Destino.
A causa dello scarso successo di critica, il sequel inizialmente annunciato per il 9 giugno 2017 fu cancellato.

### Marvel Cinematic Universe
Il 20 marzo 2019 la Disney ha comprato la 20th Century Fox acquisendo i diritti sui loro futuri film e serie tv, tra questi i diritti sui film degli X-Men e sui Fantastici Quattro ritornano ai Marvel Studios. Nel giugno del 2019 il regista Peyton Reed, regista dei tre film di Ant-Man, ha dichiarato di essere interessato a girare il film sul gruppo. Non c'è ancora una data ufficiale ma il presidente Kevin Feige ha dichiarato che i Fantastici Quattro e gli X-Men verranno introdotti in futuro nel Marvel Cinematic Universe. Al San Diego Comic-Con 2019 Kevin Feige conferma che è in lavorazione un film sui Fantastici Quattro che molto probabilmente verranno introdotti nella Fase 5 del franchise. Nel dicembre 2020 viene mostrato il primo logo del film e viene annunciato che il regista sarà Jon Watts. Nel maggio del 2021, con un video che mostra tutti i film in uscita fino al 2023, viene confermato che Fantastic Four sarà il film finale della Fase 4. Nel 2022, Jon Watts abbandona il progetto del nuovo film, e i Marvel Studios si mettono in cerca di un nuovo regista. Il 14 febbraio 2024 viene annunciato che Pedro Pascal interpreterà Reed Richards, Vanessa Kirby sarà Susan Storm, Joseph Quinn sarà Johnny Storm e Ebon Moss-Bachrach interpreterà Ben Grimm.

## Accoglienza
| Titolo                             | Data di distribuzione | Data di distribuzione | Incassi ($) | Incassi ($) | Incassi ($)    |
| Titolo                             | Italia                | USA                   | Italia      | USA         | Internazionale |
| I Fantastici 4                     | 16 settembre 2005     | 8 luglio 2005         | 12412822    | 154696080   | 333535934      |
| I Fantastici 4 e Silver Surfer     | 15 giugno 2007        | 15 giugno 2007        | 10037641    | 131921738   | 301913131      |
| Fantastic 4 - I Fantastici Quattro | 10 settembre 2015     | 7 agosto 2015         | 2080326     | 56117548    | 167882881      |
| I Fantastici Quattro - Gli inizi   | 23 luglio 2025        | 25 luglio 2025        | 8908735     | 248186154   | 470398336      |
| Totale                             |                       |                       | 33439524    | 590921520   | 1273730282     |